# Cyclorhiza eteonicola
Cyclorhiza eteonicola is een eenoogkreeftjessoort uit de familie van de Phyllodicolidae. De wetenschappelijke naam van de soort is voor het eerst geldig gepubliceerd in 1942 door Heegaard.